# Wesley Sulzberger
Wesley Sulzberger (Beaconsfield, 20 oktober 1986) is een Australisch voormalig wielrenner, afkomstig van Tasmanië. Zijn broer Bernard was eveneens beroepswielrenner.

## Overwinningen
2006
Eindklassement Coupe de la Paix
7e etappe Tatersall's Cup
Eindklassement Tatersall's Cup
6e, 7e en 10e etappe Tour of the Murray River
1e etappe Ronde van Hokkaido
6e, 10e en 11e etappe Ronde van Tasmanië
2007
NK op de weg, Beloften, Australië
2e etappe Herald Sun Tour
2008
3e etappe Giro delle Regioni
2e etappe B Ronde van Japan
2009
2e etappe Parijs-Corrèze
2010
Grote Prijs van Plumelec
2016
3e etappe Ronde van de Filipijnen
Bergklassement Ronde van Kumano

## Resultaten in voornaamste wedstrijden
| Jaar | Ronde van Italië | Ronde van Frankrijk | Ronde van Spanje |
| ---- | ---------------- | ------------------- | ---------------- |
| 2009 |                  |                     | 117e             |
| 2010 |                  | 151e                |                  |
| 2012 |                  |                     | 145e             |
| 2013 |                  |                     | opgave           |

| Jaar | Milaan-San Remo | Ronde van Vlaanderen | Parijs-Roubaix | Amstel Gold Race | Luik-Bast.‑Luik |  | WK op de weg |  | Wereldranglijsten |
| ---- | --------------- | -------------------- | -------------- | ---------------- | --------------- |  | ------------ |  | ----------------- |
| 2009 | 99e             | 106e                 | 61e            | 87e              |                 |  | opgave       |  | 92e (UWK)         |
| 2010 | 53e             |                      |                | opgave           | opgave          |  | 95e          |  |                   |
| 2012 |                 |                      |                | 129e             | opgave          |  | opgave       |  |                   |
| 2013 |                 |                      |                | opgave           | 89e             |  |              |  |                   |

## Ploegen
- 2006 -  Southaustralia.com-AIS
- 2007 -  Southaustralia.com-AIS
- 2008 -  Southaustralia.com-AIS
- 2008 -  La Française des Jeux (stagiair)
- 2009 -  Française des Jeux
- 2010 -  Française des Jeux
- 2011 -  FDJ
- 2012 -  Orica-GreenEdge
- 2013 -  Orica-GreenEdge
- 2014 -  Drapac Professional Cycling
- 2015 -  Navitas Satalyst Racing Team
- 2016 -  Kinan Cycling Team

J.Clarke · S.Clarke · Dawson · Finning · Ford · Goss · Higgerson · Hutchinson · Lloyd · McConnell · Meadley · Olman · Sulzberger · Wooldridge
Bates · J.Clarke · S.Clarke · Dawson · Dempster · Finning · M.Ford · W.Ford · Higgerson · Jamieson · Lewis · McConnell · Meyer · Norris · Olman · Sanderson · Sulzberger · Walker · Wooldridge
Bobridge · Clarke · Dempster · M.Ford · W.Ford · Jamieson · Josefski · B.King · M.King · C.Meyer · T.Meyer · Semple · Sulzberger · Walker
Casar ·
Chavanel ·
Cherel ·
Coppel ·
Delage ·
Di Grégorio ·
Gérard ·
Gilbert ·
Gudsell ·
Guesdon ·
Hoetarovitsj ·
Jégou ·
Joly ·
Ladagnous ·
Le Boulanger ·
Levarlet ·
Meersman ·
Mengin ·
Monnerais ·
Mourey ·
Offredo ·
Roux ·
Roy ·
Stubbe ·
Vanendert ·
Vaugrenard ·
Veikkanen ·
Dauga (stagiair) ·
Duval (stagiair) ·
Sulzberger (stagiair) 
Casar ·
Chavanel ·
Cherel ·
Coppel ·
Di Grégorio ·
Duval ·
Gérard ·
Geslin ·
Gudsell ·
Guesdon ·
Hoetarovitsj ·
Joly ·
Ladagnous ·
Le Mével ·
Levarlet ·
Meersman ·
Mourey ·
Offredo ·
Roux ·
Roy ·
Sulzberger ·
Vaugrenard ·
Veikkanen ·
Bar (stagiair) · 
Courteille (stagiair) ·
Dauga (stagiair) 
Bonnaire ·
Casar ·
Cazaux ·
Chavanel ·
Di Grégorio ·
Duval ·
Gérard ·
Geslin ·
Gudsell ·
Guesdon ·
Hoetarovitsj ·
Ladagnous ·
Le Mével ·
Meersman ·
Mourey ·
Offredo ·
Pinot ·
Roux ·
Roy ·
Sulzberger ·
Vaugrenard ·
Veikkanen ·
Vichot ·
Bennett (stagiair) ·
Bouhanni (stagiair) ·
Capdepuy (stagiair) 
Bonnaire ·
Bonnet ·
Bouhanni ·
Casar ·
Chainel ·
Courteille ·
Delage ·
Fédrigo ·
Gérard ·
Geslin ·
Guesdon ·
Hoetarovitsj ·
Jeannesson ·
Ladagnous ·
Meersman ·
Mourey ·
Offredo ·
Pauriol ·
Pineau ·
Pinot ·
Rollin ·
Roux ·
Roy ·
Soupe ·
Sulzberger ·
Vaugrenard ·
Vichot ·
Démare (stagiair) ·
Elissonde (stagiair) ·
Schmidt (stagiair) 
Albasini · Beppu · Bewley · Bobridge · Clarke · Cooke · Davis · Dean · Docker · Durbridge · Gerrans · Goss · Hepburn · Howard · Impey · Keukeleire · Kruopis · Lancaster · Langeveld · McEwen · Meier · C.Meyer · T.Meyer · Mouris · O'Grady · Sulzberger · Teklehaimanot · Tuft · Vaitkus · Weening · Wilson
Albasini · Beppu · Bewley · Clarke · Cooke · Davis · Docker · Durbridge · Gerrans · Goss · Hepburn · Howard · Howson (stagiair) · Impey · Kang (stagiair) · Keukeleire · Kruopis · Lancaster · Langeveld · Matthews · Meier · C.Meyer · T.Meyer · Mouris · O'Grady · Sulzberger · Teklehaimanot · Tuft · Vaitkus · Weening
Anderson · Cantwell · Clarke · Crawford · Goesinnen · Hucker · Johnson · Kerby · Lapthorne · Meyer · Norris · Palmer · Phelan · Rudolph · W.Sulzberger · B.Sulzberger · Wippert · Canty (stagiair)